# The New Kids (álbum)
The New Kids é o primeiro álbum de coletânea do grupo sul-coreano iKON, lançado pela YG Entertainment em 7 de janeiro de 2019. É uma coletânea do álbum single de 2017 New Kids: Begin, o álbum de 2018 Return, o single digital "Rubber Band", e os EPs New Kids: Continue e New Kids: The Final. O álbum apresenta o primeiro single, "I'm OK".

## Preparações
A YG Entertainment anunciou o álbum no Twitter em 27 de dezembro de 2018, postando que o álbum estaria disponível on-line a partir de 7 de janeiro de 2019, e a versão física estaria disponível a partir de 8 de janeiro. Serve como um re-lançamento e coletânea das outras músicas da série "New Kids", de 2017 a 2018.

## Apresentações
O iKON fez um show em Seul, onde eles apresentaram pela primeira vez o single "I'm OK". Apesar dos shows no Japão, Austrália e outros países asiáticos, eles também se apresentaram no programa MBC Gayo Daejejeon, em 2018.
O grupo se apresentou com o single "I'm OK" no 28º Seoul Music Awards, que aconteceu em 15 de janeiro de 2019, e também se apresentaram com o single no 8º Gaon Chart Music Awards, em 23 de janeiro de 2019.

## Lista de músicas
| Disco 1 |                                                               |                      |                         |                     |         |  |
| N.º     | Título                                                        | Letras               | Música                  | Arranjo             | Duração |  |
| 1.      | "Bling Bling"                                                 | B.I Bobby Millennium | B.I Millennium          | Millennium          | 3:39    |  |
| 2.      | "Love Scenario" (사랑을 했다; Sarang-eul haetda)              | B.I Bobby Mot Mal    | B.I Millennium Seung    | Millennium          | 3:29    |  |
| 3.      | "Killing Me" (죽겠다; juggetda)                               | B.I                  | B.I Joe Rhee R. Tee     | R. Tee Joe Rhee     | 3:13    |  |
| 4.      | "Freedom"                                                     | B.I Bobby Seung      | Millennium B.I Seung    | Millennium          | 3:21    |  |
| 5.      | "B-Day" (벌떼; beoltte)                                       | B.I Bobby            | B.I Airplay Kang Uk Jin | Airplay Kang Uk Jin | 3:34    |  |
| 6.      | "Rubber Band" (고무줄다리기; gomujuldaligi)                   | B.I Mino Seung Bobby | B.I Mino Millennium     | Millennium          | 3:17    |  |
| 7.      | "Beautiful"                                                   | B.I Bobby Teddy Park | Choice37 B.I Teddy      | Choice37 Teddy      | 3:16    |  |
| 8.      | "Cocktail" (칵테일; kagteil)                                  | B.I Bobby            | B.I Millennium          | Millennium          | 3:46    |  |
| 9.      | "Only You"                                                    | B.I Bobby            | B.I Uk Jin-kang         | Uk Jin-kang         | 3:32    |  |
| 10.     | "Everything"                                                  | B.I Bobby Psy        | Psy Yoo Gun-hyung B.I   | Psy Yoo Gun-hyung   | 3:34    |  |
| 11.     | "Love Me" (나를 사랑하지 않나요?; nareul saranghaji anhnayo?) | B.I Bobby Kush Ju-ne | Choice37 B.I Kush Ju-ne | Choice37            | 3:28    |  |
| 12.     | "Don't Let Me Know" (내가 모르게; naega moleuge)              | B.I Seung            | B.I Millennium          | Millennium          | 3:21    |  |

| Disco 2        |                                      |                        |                              |                   |         |  |
| N.º            | Título                               | Letras                 | Música                       | Arranjo           | Duração |  |
| 1.             | "I'm OK"                             | B.I Bobby Kim Jong-won | B.I Future Bounce            | Future Bounce     | 3:36    |  |
| 2.             | "Goodbye Road" (이별길; ibyeolgil)   | B.I Bobby              | B.I Future Bounce Bekuh BOOM | Future Bounce     | 3:59    |  |
| 3.             | "Long Time No See"                   | B.I Bobby              | B.I Choice37 Lydia Taeyang   | Choice37          | 3:26    |  |
| 4.             | "Best Friend"                        | B.I Lee Jung Hyun      | Future Bounce Bekuh BOOM B.I | Future Bounce     | 3:50    |  |
| 5.             | "Just Go"                            | B.I                    | Kang Uk-jin B.I              | Kang Uk-jin       | 3:36    |  |
| 6.             | "Adore You" (좋아해요; joh-ahaeyo)   | B.I Bobby              | B.I Seo Won-jin              | Seo Won-jin R.Tee | 3:30    |  |
| 7.             | "Don't Forget" (잊지마요; ij-jimayo) | B.I Bobby Kim Joon     | B.I Kang Uk-jin Diggy        | Kang Uk-jin Diggy | 4:13    |  |
| 8.             | "Jerk" (나쁜놈; nappeunnom)          | B.I Bobby              | B.I Kang Uk-Jin              | Kang Uk-Jin       | 3:43    |  |
| 9.             | "Perfect" (꼴좋다; kkoljohda)        | B.I                    | B.I Future Bounce            | Future Bounce     | 3:33    |  |
| 10.            | "Hug Me" (안아보자; an-aboja)        | B.I Bobby              | B.I Tablo                    | Tablo             | 3:36    |  |
| 11.            | "Just for You" (줄게; julge)         | B.I                    | B.I Kang Uk-jin LIØN         | Kang Uk-jin LIØN  | 3:21    |  |
| Duração total: | Duração total:                       | Duração total:         | Duração total:               | Duração total:    | 81:53   |  |

## Paradas musicais
| Parada (2019)        | Posição |
| -------------------- | ------- |
| Japão (Oricon)       | 30      |
| Coreia do Sul (Gaon) | 1       |